# ハナタラシ
ハナタラシ（初期はTHE はなたらしとも。英表記は一般にhanatarash）は山塚アイを中心に1983年に結成された日本のハードコア・パンクバンド、ノイズユニット。メンバーは流動的であったが、事実上、山塚アイのソロユニットと捉えられている。

## 概要
ユニット名は、山塚が幼少期に蓄膿症であったことから実際に呼ばれていた蔑称に由来する。ノイズを基調とし、破壊・暴力・暴言をさらけ出す音楽性であった。大量のカセットテープ音源を"野原製音"や"コンドームカセックス"なる自主レーベルからリリース。音楽そのものよりも、観客やスタッフを危険に晒すような犯罪と紙一重の暴力的なライヴパフォーマンスが業界関係者から悪評を買ったことにより演奏できる場所がなくなり、1988年頃活動停止。
現在、同名義での活動はほとんど行われていないが、名目上は現在も解散していない。

### 参加したメンバー
- 山塚アイ
- 竹谷郁夫
- 元木良助
- 大宮イチ
- JOJO広重
- HILA
- 秋田昌美
- 田畑満

## 数々のライブで行われた主な行為
ライヴ自体が犯罪行為となりかねない以下のような数々の事件を起こしていた。山塚アイは後のインタビューで、これらの暴挙を「怒りに身を任せたトランス」と振り返った。しかしながら、これらの行動自体が加藤賢崇のラジオ番組「トロイの木馬」でネタになると逆に有名になってしまい、1990年代には「ジャパノイズ」の注目に繋がっていった。
- ユンボでライヴハウスの壁を壊しながら登場する[1]。
- チェーンソーで猫の死骸を切り刻み、客席へ投げつける。
- ビール瓶をステージ上で割り、客席へ投げつける。
- コンクリートブロックを客席へ投げつける。
- 大量の板ガラスを客席やフロアへ投げつける（新宿アンチノックのライブで実施，「SOB階段 : Live - 超高速雑音楽体系」のVHS版に一部映像が収録）。
- 大量のドラム缶をステージの上で転がし、殴りつけ、ディスクグラインダーで火花を散らした挙句客席に投げ込む。
- 金属スクラップを大量に持ち込み、チェーンソーで切る。
- チェーンソーを振り回し、誤って自分の太ももを切る。
- 逃げる客をチェーンソーを持って追いかけ回す。
- 鎖の付いた鉄球を振り回す。
- ガソリンを床にぶちまけ、火炎瓶を投げ込もうとする（止められたために未遂だが、山塚自身は完全に投げ込む気があったとされる。また、ライブハウスの運営に壊して良いと言われたため壊したが、関係の無い水道管を破裂させたため弁償が必要だったという説がある）
- 壊したライヴハウスの弁償代と称し、マリファナ吸い放題の入場料10万円のライヴを決行するが観客はゼロだった（この一連の行為自体がネタだったとも言われている）。
- 「当該コンサートの開演中にいかなる事故が発生し危害が加わろうと主催者側に何ら責任がないことを誓約いたします」と、観客に誓約書を書かせたうえでライヴを行う。
- サイキックTV来日の際のフロントアクトに選ばれるが、ライヴ当日会場にダイナマイトを持ち込み、ハナタラシの出演は中止となる。その時、それに激怒したサイキックTVのリーダー、ジェネシス・P・オリッジは山塚に「お前なんかに音楽をやる資格はない」、「いい加減にしろ」、「音楽をやめて真人間になれ」と説教した。
- ボアダムスとして長年活動を共にする山本精一（ハナタラシには参加したことはない）が店長を務めている難波ベアーズでも、出演禁止との誤情報がこのサイトなどで出回っているが、そのような事実はなく、ベアーズでもライヴは行われている（訂正編集：難波BEARS）
- 京都のライブハウスのステージや客席、音響PAブースのミキサー卓、楽屋、ロッカールーム、さらにはトイレまでもすべて突撃して手当り次第徹底的に破壊し、結果として閉店に追い込んだ。（この時破壊した故障箇所の修理代、被害額、さらにライブハウスを破壊されたことの慰謝料を合わせると、およそ800万円だったという。）

## 作品
- ハナヅマリ（コンドームカセックス／1984年／Cassette）
- TAKE BACK YOUR PENIS!!（コンドームカセックス／1984年／Cassette）
- NOISEXA（コンドームカセックス／1984年／Cassette）
- BOMBRAINING（コンドームカセックス／1984年／Cassette）
- ノイズ個人（コンドームカセックス／1984年／Cassette）
- LIVE! 1984 3.24（コンドームカセックス／1984年／Cassette）
- LIVE AT CASSETETAPE（コンドームカセックス／1984年／Cassette）
- HANATARASHI（アルケミーレコード／1985年／LP）
- ワースト セレクション（P.C.M／1985年／Cassette）
- 2（アルケミーレコード／1988年／LP）
- 3（R.R.Records／1990年／LP）
- Last Live!! 88 Feb. 21 Antiknock Tokyo（MOM'N'DAD PRODUCTIONS／1992年／CD）
- THE HANATARASH AND HIS eYe（Public Bath／1992年／7inch）
- Best Live!! 84 Dec. 16 Zabo-Kyoto（MOM'N'DAD PRODUCTIONS／1993年／CD）
- First Live!! 82 Apr. 12 Studio Ahiru-Osaka（MOM'N'DAD PRODUCTIONS／1993年／CD）
- 4（Public Bath／1994年／CD）
- 5（トラットリア／1996年／CD）
- Total Retardation（Vinyl Communications／1996年／7inch）[2]
- Fatanarchy On Airtube（Harbinger Sound／2006年／CD）[3]